# Patristische Arbeitsgemeinschaft
Die Patristische Arbeitsgemeinschaft wurde 1957 in Heidelberg in Ergänzung zur International Conference on Patristic Studies, die im Jahr 1951 von F. L. Cross in Oxford begründet wurde, ins Leben gerufen.
Die PAG ist ein Zusammenschluss evangelischer Kirchenhistoriker aus Deutschland, Österreich, der Schweiz und den Niederlanden. Ihre Mitglieder erforschen die Geschichte des Christentums der ersten Jahrhunderte. In Ergänzung zur Oxforder Tagung findet die Tagung der PAG alle zwei Jahre statt. Ihre Ergebnisse werden seit 1990 in der renommierten Reihe Patristic Studies des Verlagshauses Peeters in Löwen veröffentlicht.